# Villar de Mazarife
Villar de Mazarife est une des neuf localités du municipio (municipalité ou canton) de Chozas de Abajo dans la province de León, communauté autonome de Castille-et-León, dans le Nord de l'Espagne.
C'est une halte sur le Camino francés du Chemin de Saint-Jacques.

## Démographie
| 2000 | 2001 | 2002 | 2003 | 2004 | 2005 | 2006 | 2007 | 2008 | 2009 | 2010 | 2011 | 2012 | 2013 | 2014 | 2015 | 2016 | 2017 | 2018 | 2019 | 2020 |
| 428  | 419  | 403  | 386  | 409  | 447  | 440  | 448  | 451  | 429  | 414  | 398  | 374  | 360  | 350  | 362  | 366  | 360  | 351  | 353  | 345  |

## Culture et patrimoine

### Pèlerinage de Compostelle
Sur le Camino francés du Pèlerinage de Saint-Jacques-de-Compostelle, par la branche du Calzada de los Peregrinos, on vient de la localité de Chozas de Abajo dans le municipio du même nom.
La prochaine halte est Villavante vers le sud-ouest par la suite du Camino Real, dans le municipio de Santa Marina del Rey ; on peut aussi rejoindre Villadangos del Páramo, dans le municipio du même nom, si on se dirige au nord vers le Camino Real, par Fojedo del Páramo (es).

## Sources et références
- (es) Cet article est partiellement ou en totalité issu de l’article de Wikipédia en espagnol intitulé « Chozas de Abajo » (voir la liste des auteurs).
- Grégoire, J.-Y. & Laborde-Balen, L. , « Le Chemin de Saint-Jacques en Espagne - De Saint-Jean-Pied-de-Port à Compostelle - Guide pratique du pèlerin », Rando Éditions, mars 2006,  (ISBN 2-84182-224-9)
- « Camino de Santiago St-Jean-Pied-de-Port - Santiago de Compostela », Michelin et Cie, Manufacture Française des Pneumatiques Michelin, Paris, 2009,  (ISBN 978-2-06-714805-5)
- « Le Chemin de Saint-Jacques Carte Routière », Junta de Castilla y León, Editorial